# Harpinia gurjanovae
Harpinia gurjanovae är en kräftdjursart. Harpinia gurjanovae ingår i släktet Harpinia och familjen Phoxocephalidae. Inga underarter finns listade i Catalogue of Life.